# Заячі Сосни
За́ячі Со́сни — пасажирський залізничний зупинний пункт Київської дирекції Південно-Західної залізниці на електрифікованій змінним струмом лінії Чернігів — Ніжин.
Розташований у селищі Юність Ніжинського району Чернігівської області між станціями Вертіївка (6 км) та Липів Ріг (2,5 км).
На зупинному пункті зупиняються приміські поїзди.